# Nahdlatul Ulama

Logo der Nahdatul Ulama

Nahdlatul Ulama (von arabisch نهضة العلماء, DMG nahḍat al-ʿulamāʾ ‚Wiedererwachen der Gelehrten‘), abgekürzt NU, ist eine islamische Organisation in Indonesien, die 1926 von Hasyim Asy'ari als Zusammenschluss traditionalistischer muslimischer Gelehrter gegründet wurde. Mit einer geschätzten Mitgliedschaft von 40 Millionen Menschen ist sie die größte islamische Nicht-Regierungsorganisation der Erde.

## Religiöse Ausrichtung
Die NU wurde im Januar 1926 als Reaktion auf die Besetzung Mekkas durch die Wahhabiten gegründet, mit dem Ziel, deren Einfluss auf die eigene religiöse Kultur  abzuwehren. Sie sieht sich als Verteidigerin des Sunnitentums, wobei sie als Sunniten nur solche Muslime ansieht, die sich einem der sunnitischen Madhhabs zuordnen. Ein frommer Muslim ist nach der NU nur derjenige, der sich 1. in der Jurisprudenz an die Prinzipien hält, die die vier Madhhab-Gründer festgelegt haben, 2. in der Theologie der Lehre von Abū l-Hasan al-Aschʿarī und Abu Mansur al-Maturidi folgt und 3. in der Sufik die Prinzipien von Abū l-Qāsim al-Dschunaid und al-Ghazālī verwirklicht. Diese Prinzipien aus dem Jahre 1926 wurden auf der 27. Gipfelkonferenz der NU im Jahre 1984 erneut bestätigt.
Mit dieser Ausrichtung steht die NU ideologisch in Opposition insbesondere zur Salafīya, zu den Wahhabiten und zur Atharīya. Ihrer Auffassung nach verlangen die „heiligen Schriften“ des Islam weder die Errichtung eines Kalifats noch die Einführung einer islamischen Jurisprudenz (Fiqh) als grundlegendes Rechtssystem. Für NU ist die Scharia allein eine Angelegenheit der persönlichen Glaubensanstrengung.

## Organisationsstruktur
An der Spitze der NU steht auf nationaler Ebene die „Hauptgeschäftsführung“ (Pengurus Besar Nahdlatul Ulama – PBNU), die aus drei Gremien besteht: 1. dem religiösen Konsultativrat (Syuriah), dem hauptsächlich muslimische Gelehrte angehören und ein Generalpräsident (Rais Am) vorsteht, 2. dem Exekutivkomitee (tanfidziyah), das von dem „Allgemeinen Vorsitzenden des Exekutivkomitees“ (ketua umum tanfidziyah) geleitet wird und 3. dem Beirat (Mustasyar). Während anfangs der Konsultativrat die wichtigste Rolle spielte, liegt die eigentliche Macht seit den 1970er Jahren bei dem Exekutivkomitee. Folgende Personen haben bisher dieses Gremium geleitet:
- Hasan Gipo (1926–1952)
- Idham Chalid (1952–1984)
- Abdurrahman Wahid (1984–1999)
- Hasyim Muzadi (1999–2010)
- Said Aqil Siradj (seit 2010)

## Politische Rolle
Nach der Unabhängigkeitserklärung Indonesiens im August 1945 gründete die NU im November 1945 zusammen mit anderen islamischen Organisationen die Masyumi-Partei. Da sie sich in der Folgezeit innerhalb der Partei und bei der Verteilung von Regierungsämter unterrepräsentiert sah, trennte sie sich 1952 von der Masyumi und gründete eine eigene Partei. Nachdem Anfang der 1970er Jahre im Zuge der Politik der „Neuen Ordnung“ die Anzahl der Parteien in Indonesien auf drei begrenzt wurde (Golkar), Vereinigte Entwicklungspartei (Partai Persatuan Pembangunan – PPP) und Indonesische Demokratische Partei (Partai Demokrasi Indonesia – PDI), schloss sich die NU der PPP an, konnte dort jedoch ihre Vorstellungen nicht durchsetzen.
Junge NU-Intellektuelle der sogenannten „Dritten Generation“ kritisierten ab Mitte der 1970er Jahre die NU-Führung, dass sie durch die Verwicklung in die Politik und die Zusammenarbeit mit dem Staat die ursprünglichen religiösen und sozialen Ziele der Organisation aus dem Auge verloren habe, und forderten eine Rückkehr zum „Plan von 1926“ (Khittah 1926). Nachdem die indonesische Regierung 1982 erklärt hatte, dass fortan alle politischen und sozialen Organisationen des Landes die Pancasila zu ihrer ideologischen Grundlage machen müssten, setzten sich diese jungen Aktivisten mit ihren Forderungen durch. Auf einer NU-Konferenz im Jahre 1984 wurde offiziell die Rückkehr zum Plan von 1926 verkündet. Die NU löste daraufhin ihre Beziehung zur PPP, zog sich aus der Politik vollständig zurück und definierte sich neu als religiöse, erzieherische und soziale Organisation. Ab Mitte der 1990er Jahre spielt die Idee der Entwicklung der Zivilgesellschaft eine wichtige Rolle im Selbstverständnis von NU-Aktivisten.
Nach dem Sturz von Suharto im Frühjahr 1998 änderte die NU auf Druck der Basis ihren Kurs und kehrte in die Politik zurück. Ein Komitee von fünf PBNU-Mitgliedern, darunter der Exekutiv-Komitee-Vorsitzende Abdurrahman Wahid, gründete im Juli 1998 eine eigene Partei, die Partai Kebangkitan Bangsa (PKB). Diese gewann bei den allgemeinen Wahlen vom Juni 1999 insgesamt 12,6 Prozent der Stimmen und 51 Parlamentssitze. Zwar war dieses Ergebnis für die Organisation eine große Enttäuschung, doch bildete sich in den Monaten nach der Wahl eine Koalition verschiedener modernistisch-islamischer Parteien, die sogenannte „Zentrale Achse“ (Poros Tengah), die Abdurrahman Wahid als eigenen Präsidentschaftskandidaten nominierte. Dies war deswegen eine große Überraschung, weil sich die PKB selbst einem anderen Parteienbündnis angeschlossen und Megawati Sukarnoputri als Präsidentschaftskandidatin vorgeschlagen hatte. Nur dadurch, dass die PKB-Fraktion kurz vor der Wahl auf Abdurrahman Wahid umschwenkte, konnte dieser am 20. Oktober 1999 zum vierten Präsidenten Indonesiens gewählt werden.